# سمبلیک (آلبوم دث)
سمبلیک (به انگلیسی: Symbolic) ششمین آلبوم استدیویی از گروه آمریکایی دث است که در تاریخ ۲۱ مارس ۱۹۹۵ میلادی توسط رودرانر رکوردز منتشر شد. این آلبوم در ۱ آوریل ۲۰۰۸ میلادی بازضبط شد و با پنج قطعه از آلبوم اصلی، دوباره انتشار یافت.

## فهرست قطعات
- تمامی قطعات توسط چاک شولدینر نوشته شده است.

| شماره | نام            | مدت  |
| ----- | -------------- | ---- |
| ۱.    | «سمبلیک»       | ۶:۳۲ |
| ۲.    | «تحمل صفر»     | ۴:۴۸ |
| ۳.    | «کلمات خالی»   | ۶:۲۲ |
| ۴.    | «متانت مقدس»   | ۴:۲۶ |
| ۵.    | «۱,۰۰۰ چشم»    | ۴:۲۸ |
| ۶.    | «بدون قضاوت»   | ۵:۲۸ |
| ۷.    | «کوه کریستالی» | ۵:۰۷ |
| ۸.    | «انسان‌گریز»    | ۵:۰۴ |
| ۹.    | «تلاش چندساله» | ۷:۲۲ |

| قطعات آلبوم بازضبط شده | قطعات آلبوم بازضبط شده                          | قطعات آلبوم بازضبط شده |
| شماره                  | نام                                             | مدت                    |
| ---------------------- | ----------------------------------------------- | ---------------------- |
| ۱۰.                    | «سمبلیک بی‌کلام»                                 | ۵:۵۵                   |
| ۱۱.                    | «تحمل صفر» (بی‌کلام)                             | ۴:۱۰                   |
| ۱۲.                    | «کوه کریستالی» (بی‌کلام)                         | ۴:۲۴                   |
| ۱۳.                    | «انسان‌گریز» (بی‌کلام)                            | ۵:۴۰                   |
| ۱۴.                    | «حرکات سمبلیک» (دموی قطعه سمبلیک همراه با وکال) | ۵:۵۵                   |